# André Kana-Biyik
André Kana-Biyik, né le 1er septembre 1965 à Sackbayémé, est un footballeur international camerounais. Il évolue au poste de milieu de terrain défensif dans les années 1980 et 1990.

## Biographie
Il fait partie de l'équipe du Cameroun qui atteint à la surprise générale les quarts de finale de la Coupe du monde 1990. 
Après avoir débuté au Diamant Yaoundé, il joue en France, au FC Metz et au Havre. 
Son fils, Jean-Armel Kana-Biyik, est également footballeur professionnel et a notamment joué au Stade rennais.
Son frère, François Omam-Biyik, a joué avec lui en équipe du Cameroun.

## Carrière
- Union Douala
- 1985-1988 :  Diamant Yaoundé
- 1988-1990 :  FC Metz
- 1990-1994 :  Le Havre AC[2]

## Palmarès
- Vainqueur de la Coupe d'Afrique des nations 1988.
- vainqueur de la coupe afroasiatique des nations en 1985.
- Finaliste de la Coupe du Cameroun en 1987 avec le Diamant Yaoundé
- Champion de France de D2 en 1991 avec Le Havre